# Вешняков, Михаил Сергеевич
Михаи́л Серге́евич Вешняко́в (1871 — 1915) — полковник лейб-гвардии Семёновского полка, герой Первой мировой войны.

## Биография
Происходил из дворянской семьи, записанной в 3-ю часть родословной книги дворянства Московской губернии в 1826 году: дед — статский советник Януарий Ефремович Вешняков (1789—1848); отец — поручик в отставке Сергей Януариевич (1832—?).
Окончил 3-й Московский кадетский корпус (1889) и 3-е военное Александровское училище (1891), откуда был выпущен подпоручиком в лейб-гвардии Семёновский полк.
Произведен в поручики 6 декабря 1895 года, в штабс-капитаны — 22 июля 1900 года, в капитаны — 28 марта 1904 года. Был командиром роты (2 года и 4 месяца) и начальником пулеметной роты (1 год и 2 месяца). 22 февраля 1905 года переведен в 6-й стрелковый полк подполковником, 21 ноября того же года переведен обратно в лейб-гвардии Семеновский полк капитаном. Произведен в полковники 6 декабря 1910 года.
В Первую мировую войну вступил в рядах семеновцев. Удостоен ордена Св. Георгия 4-й степени
За то, что в бою 2 сентября 1914 года во время атаки сильной неприятельской позиции у Кржешова, по собственному почину, под сильным ружейным и артиллерийским огнём, выйдя противнику во фланг, заставил его очистить позицию, а также овладел мостом, ворвавшись на плечах отступавшего противника на левый берег р. Сана.
Пропал без вести 30 августа 1915 года.

## Награды
- Орден Святого Станислава 3-й ст. «за отлично-усердную службу и труды, понесенные во время военных действий» (ВП 21.09.1906)
- Орден Святой Анны 3-й ст. (ВП 6.12.1909)
- Орден Святого Станислава 2-й ст. (ВП 6.12.1912)
- Орден Святой Анны 2-й ст. с мечами (ВП 27.03.1915)
- Орден Святого Владимира 4-й ст. с мечами и бантом (ВП 9.04.1915)
- Орден Святого Георгия 4-й ст. (ВП 15.04.1915)